# Dychawica sercowa
Dychawica (astma) sercowa (dychawica sercowa napadowa, napadowa duszność nocna, łac. asthma cardialis, ang. cardiac asthma) – to zaburzenie występujące w formie napadów duszności, które pojawiają się w pozycji leżącej (np. w nocy, w czasie snu), po wysiłkach fizycznych, stresach psychoemocjonalnych oraz błędach dietetycznych. Uczucie duszności zazwyczaj ustępuje po zmianie pozycji z poziomej na pionową po ponad 30 minutach, w przeciwieństwie do orthopnoë, które mija po takiej samej zmianie pozycji po kilku minutach. Dychawica sercowa pojawia się również o wiele później niż orthopnoë, które występuje już po 1–2 minutach od położenia się. Duszność w dychawicy sercowej ma charakter wdechowo-wydechowy.
Wyróżnia się 4 rodzaje zaburzeń występujących w formie dychawicy sercowej:
- dychawica (astma) sercowa w połączeniu ze skurczem biernie przekrwionych oskrzeli
- dychawica (astma) sercowa atopowa lub też zmiany skurczowe oskrzeli u osób z zapaleniem bakteryjnym oskrzeli
- dychawica (astma) sercowa pochodzenia nerwicowego w połączeniu z pobudzeniem psychoemocjonalnym
- astma metaboliczna – może wynikać z kwasicy (w cukrzycy, mocznicy, niektórych zatruciach).

Także znaczna niedokrwistość, która upośledza tolerancję pozycji poziomej lub wysiłku, niekiedy określana jest przez pacjentów mianem dychawicy (astmy).

## Etiologia
Bezpośrednią przyczyną astmy sercowej jest zastój w krążeniu płucnym i w żyłach płucnych, który wynika z biernego przekrwienia płuc oraz oskrzeli w przebiegu przewlekłej, lewokomorowej niewydolności serca.
W pozycji leżącej napływ krwi żylnej z obwodu do płuc się zwiększa, w związku z czym pojemność życiowa płuc się zmniejsza o 25–30%.
Ponadto w pozycji leżącej zmniejsza się podatność płuc, w związku z czym wzrasta potrzeba pracy wykonywanej przez mięśnie oddechowe.

## Objawy
- uczucie braku powietrza
- świsty
- kaszel
- uczucie omdlewania
- ciężar za mostkiem
- poty

## Powikłania
Niekiedy dochodzi do przekształcenia dychawicy sercowej w ostry obrzęk płuc, który wymaga natychmiastowego, intensywnego leczenia.